# 拿騷縣 (紐約州)
拿騷縣（英語：Nassau County）是美国纽约州的一個郊区县，位於長島西部，拿骚县西邻纽约市皇后区，東接蘇福克郡，北面長島海灣，南向大西洋，面積1,173平方公里，2020年時統計人口為139萬5,774人。縣治米尼奧拉，最大和人口最多的城镇是亨普斯特德。該縣成立於1899年，縣名來自長島的舊名，指的是奧蘭治威廉三世亲王，後來的英王威廉三世（来自奧蘭治-拿騷王朝）。
拿骚县是纽约市以外纽约州人口最稠密、人口第二多的县，与纽约市保持着广泛的铁路和高速公路连接，被认为是纽约大都市区的中心县之一。
该县包括两个市、三个镇、64个合并村庄和60多个未合并的村庄。拿骚县有一个指定的警察部门、消防委员会、以及选举产生的行政和立法机构。